# Assassin's Creed: Altaïr's Chronicles
Assassin's Creed: Altaïr's Chronicles è un videogioco prequel della serie di videogiochi Assassin's Creed, sviluppato da Gameloft e pubblicato da Ubisoft per Nintendo DS, Android e iPhone. Il protagonista è Altaïr Ibn La-Ahad.

## Trama
Siamo nel 1190, durante la terza crociata. Altair dopo aver affrontato un arduo viaggio, torna ad Aleppo, che con sorpresa del protagonista, è attaccata da un manipolo di Templari, qui Al Mualim affida ad Altair un arduo compito: recuperare il Calice, un oggetto sacro che si narra essere capace di donare a chi lo possiede il potere di cambiare il destino dell'umanità.
Altair dovrà lottare contro Lord Basilisk, lo spietato Signore dei Templari, che sarà l'antagonista principale del gioco, anch'egli intenzionato a recuperare l'artefatto. Per ritrovare il Calice Altair deve recuperare tre chiavi per entrare nel tempio dove il Calice è custodito. Dopo aver appreso con grande sorpresa che il Calice è una donna da lui ben conosciuta, Adha, Altair dovrà affrontare Basilisk.
Questa lotta avrà un triste epilogo in cui Altair, dopo aver eliminato l'armata di Lord Basilisk nonché il Leader dei Templari stesso, si vedrà portare via Adha dai Templari sopravvissuti.